# Manfred Mann (musicien)
Cet article concerne le clavieriste. Pour les autres significations, voir Manfred Mann (homonymie).

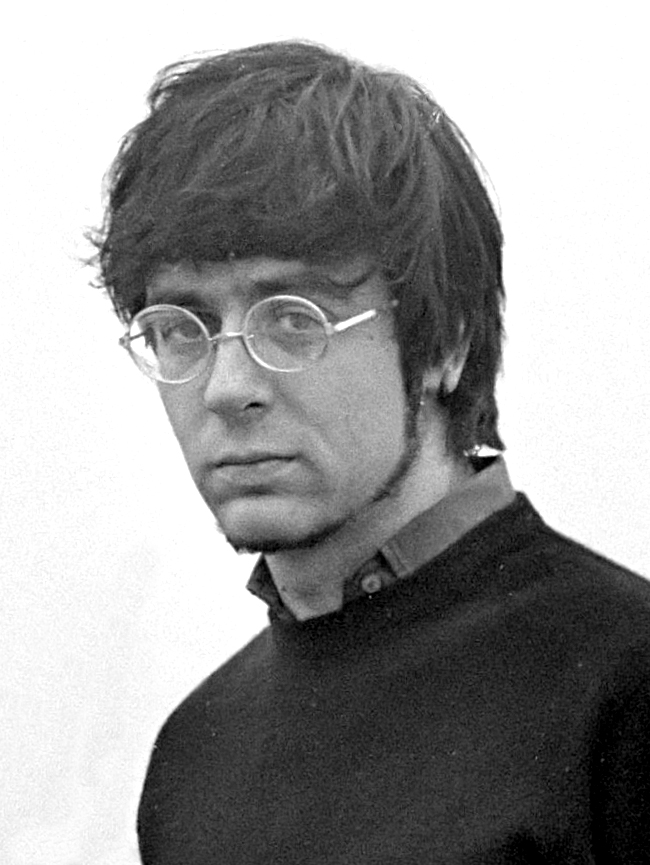
Manfred Mann en 1967

Manfred Mann (né Manfred Sepse Lubowitz, le 21 octobre 1940,  Johannesburg, Afrique du Sud) est un claviériste, surtout connu pour être un membre fondateur des groupes Manfred Mann, Manfred Mann Chapter Three et Manfred Mann's Earth Band.
Le musicien a touché à la plupart des genres de musique : pop, R&B, jazz fusion, rock progressif et même world music. Il est un adepte du synthétiseur, en particulier du Minimoog qu'il utilise dans de nombreux titres comme un instrument soliste.

## Carrière
Manfred a formé plusieurs groupes en Afrique du Sud. En 1961, il doit quitter l'Afrique du Sud à cause de son engagement contre l'apartheid et n'y reviendra pas avant la fin de ce dernier.

## Manfred Mann
Le groupe connait un succès avec des chansons d'apparence faciles de 1962 à 1969, puis se sépare.

## Chapter III
Manfred Mann se tourne ensuite vers l'écriture de jingles publicitaires tout en poursuivant une carrière sous la forme d'un groupe de jazz-rock expérimental avec Mike Hugg. Le concept ne dure que deux ans, Manfred Mann formant ensuite au Manfred Mann's Earth Band en 1971.

## Discographie
- Plains Music 1991

Voir aussi discographie de:
- Manfred Mann
- Manfred Mann Chapter Three
- Manfred Mann's Earth Band

### Compilations des différents groupes
- 20 Years of Manfred Mann's Earth Band 1990
- Spotlight 1992
- The very best of Manfred Mann Vol 1 et 2 1993
- The very best of Manfred Mann 1994
- The best of Manfred Mann 1996
- The very best of Manfred Mann 1993-1997 (Les tubes de 1964 à 1966)
- The very best of Manfred Mann's Earth Band Re-mastered vol 1 1999
- The very best of Manfred Mann's Earth Band Re-mastered vol 2 2000
- The evolution of Manfred Mann 2003
- The complete greatest hits of Manfred Mann 1963-2003 vol 1 et 2 2005
- Blindin 2000
- Odds & Sods - Mis-Takes & Out-Takes 2005 (4 cd versions différentes, raretés)